# Tomasz Bartnik
Tomasz Bartnik (ur. 15 stycznia 1990 w Warszawie) – polski strzelec sportowy, mistrz świata (2018), złoty i brązowy medalista mistrzostw Europy (2019), medalista letniej uniwersjady (2013), wielokrotny mistrz Polski, uczestnik igrzysk olimpijskich w Tokio (2021). Jest żołnierzem Wojska Polskiego.

## Kariera sportowa
Jest zawodnikiem sekcji strzeleckiej CWKS Legia Warszawa, gdzie jego trenerem jest Eulalia Rolińska.
W 2010 roku został mistrzem świata juniorów w konkurencji drużynowej karabinu dowolnego 60 strzałów w pozycji leżącej (z Danielem Czerwińskim i Bartoszem Jasieckim). W 2013 roku wywalczył dwa medale letniej Uniwersjady w Kazaniu - srebrny drużynowo w konkurencji karabinu dowolnego 60 strzałów w pozycji leżącej (z Pawłem Pietrukiem i Bartoszem Jasieckim) i brązowy indywidualnie w konkurencji karabinu dowolnego 3 × 40 strzałów.
W 2014 roku wystąpił na mistrzostwach świata seniorów w konkurencji karabinu pneumatycznego 60 strzałów, zajmując 63. miejsce. Na mistrzostwach świata w 2018 roku osiągnął największy sukces w karierze, zdobywając złoty medal w konkurencji karabinu dowolnego 3 × 40 strzałów. Na tych samych zawodach był także 15. w konkurencji karabinu pneumatycznego 60 strzałów.
Poczynając od 2011 reprezentował także Polskę na mistrzostwach Europy seniorów, a najlepszy rezultat na tych zawodach uzyskał w 2019, zajmując 3. miejsce w konkurencji karabin dowolny, postawa leżąca, 50 m.
Na igrzyskach olimpijskich w Tokio (2021) 8. miejsce w konkurencji karabin pneumatyczny 10 metrów mix (z Anetą Stankiewicz), 15. pozycję w konkurencji karabin małokalibrowy trzy postawy 50 m oraz 23. miejsce w konkurencji karabin pneumatyczny 10 metrów.
Na mistrzostwach Polski seniorów wywalczył złote medale indywidualnie w konkurencjach:
- karabin pneumatyczny 60 strzałów: 2010[7], 2011[8], 2013[9], 2017[10]
- karabin dowolny 3 x 40 strzałów: 2016[11], 2018[12]

Jest wielokrotnym rekordzistą Polski w konkurencjach karabin dowolny 3 x 40 strzałów, karabin pneumatyczny 60 strzałów i Karabin standard 3 x 20 strzałów - 300 m.

## Wyniki
| Rok  | Zawody                      | Miejscowość | Konkurencja                                   | Kod        | Wynik | Pozycja |
| ---- | --------------------------- | ----------- | --------------------------------------------- | ---------- | ----- | ------- |
| 2008 | Mistrzostwa Europy juniorów | Winterthur  | Karabin pneumatyczny, 10 m                    | AR60       | 588   | 12.     |
| 2008 | Mistrzostwa Europy juniorów | Pilzno      | Karabin dowolny, trzy postawy, 50 m           | FR3X40     | 1139  | 28.     |
| 2008 | Mistrzostwa Europy juniorów | Pilzno      | Karabin dowolny, postawa leżąca, 50 m         | FR60PR     | 583   | 47.     |
| 2009 | Mistrzostwa Europy juniorów | Praga       | Karabin pneumatyczny, 10 m                    | AR60       | 589   | 10.     |
| 2009 | Mistrzostwa Europy juniorów | Osijek      | Karabin dowolny, trzy postawy, 50 m           | FR3X40     | 1134  | 35.     |
| 2009 | Mistrzostwa Europy juniorów | Osijek      | Karabin dowolny, postawa leżąca, 50 m         | FR60PR     | 588   | 16.     |
| 2010 | Mistrzostwa Europy juniorów | Meråker     | Karabin pneumatyczny, 10 m                    | AR60       | 691,1 | 7.      |
| 2010 | Mistrzostwa świata juniorów | Monachium   | Karabin pneumatyczny, 10 m                    | AR60       | 589   | 21.     |
| 2010 | Mistrzostwa świata juniorów | Monachium   | Karabin dowolny, trzy postawy, 50 m           | FR3X40     | 1133  | 52.     |
| 2010 | Mistrzostwa świata juniorów | Monachium   | Karabin dowolny, postawa leżąca, 50 m         | FR60PR     | 589   | 39.     |
| 2011 | Mistrzostwa Europy          | Belgrad     | Karabin dowolny, trzy postawy, 50 m           | FR3X40     | 1144  | 58.     |
| 2012 | Mistrzostwa Europy          | Vierumäki   | Karabin pneumatyczny, 10 m                    | AR60       | 592   | 40.     |
| 2013 | Mistrzostwa Europy          | Osijek      | Karabin dowolny, trzy postawy, 50 m           | FR3X40     | 1156  | 36.     |
| 2014 | Mistrzostwa Europy          | Moskwa      | Karabin pneumatyczny, 10 m                    | AR60       | 621,4 | 24.     |
| 2014 | Mistrzostwa Europy          | Moskwa      | Karabin pneumatyczny, 10 m (mikst)            | ARMIX      | 512,2 | 24.     |
| 2014 | Mistrzostwa świata          | Grenada     | Karabin pneumatyczny, 10 m                    | AR60       | 619,1 | 63.     |
| 2015 | Mistrzostwa Europy          | Arnhem      | Karabin pneumatyczny, 10 m                    | AR60       | 621,1 | 26.     |
| 2015 | Mistrzostwa Europy          | Arnhem      | Karabin pneumatyczny, 10 m (mikst)            | ARMIX      | 515,7 | 17.     |
| 2015 | Mistrzostwa Europy          | Maribor     | Karabin dowolny, trzy postawy, 50 m           | FR3X40     | 1163  | 22.     |
| 2016 | Mistrzostwa Europy          | Győr        | Karabin pneumatyczny, 10 m                    | AR60       | 622,6 | 19.     |
| 2016 | Mistrzostwa Europy          | Győr        | Karabin pneumatyczny, 10 m (mikst)            | ARMIX      | 514,1 | 19.     |
| 2017 | Mistrzostwa Europy          | Maribor     | Karabin pneumatyczny, 10 m                    | AR60       | 143,5 | 7.      |
| 2017 | Mistrzostwa Europy          | Maribor     | Karabin pneumatyczny, 10 m (mikst)            | ARMIX      | 510,4 | 24.     |
| 2017 | Mistrzostwa Europy          | Baku        | Karabin dowolny, trzy postawy, 50 m           | FR3X40     | 1163  | 22.     |
| 2018 | Mistrzostwa Europy          | Győr        | Karabin pneumatyczny, 10 m                    | AR60       | 622,4 | 31.     |
| 2018 | Mistrzostwa Europy          | Győr        | Karabin pneumatyczny, 10 m (mikst)            | ARMIX      | 827,2 | 28.     |
| 2018 | Mistrzostwa świata          | Changwon    | Karabin pneumatyczny, 10 m                    | AR60       | 626,6 | 15.     |
| 2018 | Mistrzostwa świata          | Changwon    | Karabin pneumatyczny, 10 m (mikst)            | ARMIX      | 829,5 | 37.     |
| 2018 | Mistrzostwa świata          | Changwon    | Karabin dowolny, trzy postawy, 50 m           | FR3X40     | 460,4 | 1.      |
| 2019 | Mistrzostwa Europy          | Osijek      | Karabin pneumatyczny, 10 m                    | AR60       | 623,4 | 32.     |
| 2019 | Mistrzostwa Europy          | Osijek      | Karabin pneumatyczny, 10 m (mikst)            | ARMIX      | 831,1 | 17.     |
| 2019 | Igrzyska europejskie        | Mińsk       | Karabin pneumatyczny, 10 m                    | AR60       | 625,3 | 17.     |
| 2019 | Igrzyska europejskie        | Mińsk       | Karabin pneumatyczny, 10 m (mikst)            | ARMIX      | 621,5 | 18.     |
| 2019 | Igrzyska europejskie        | Mińsk       | Karabin dowolny, trzy postawy, 50 m           | FR3X40     | 404,3 | 7.      |
| 2019 | Igrzyska europejskie        | Mińsk       | Karabin dowolny, postawa leżąca, 50 m (mikst) | FRPRMIX    | 412,0 | 9.      |
| 2019 | Mistrzostwa Europy          | Bolonia     | Karabin dowolny, trzy postawy, 50 m           | FR3X40     | 1173  | 13.     |
| 2019 | Mistrzostwa Europy          | Bolonia     | Karabin dowolny, postawa leżąca, 50 m         | FR60PR     | 625,5 | 3.      |
| 2019 | Mistrzostwa Europy          | Bolonia     | Karabin dowolny, postawa leżąca, 50 m (mikst) | FRPRMIX    | 415,2 | 9.      |
| 2019 | Mistrzostwa Europy          | Bolonia     | Karabin dowolny, trzy postawy, 300 m          | 300FR3X40  | 1182  | 4.      |
| 2019 | Mistrzostwa Europy          | Bolonia     | Karabin dowolny, postawa leżąca, 300 m        | 300FR60PR  | 597   | 20.     |
| 2019 | Mistrzostwa Europy          | Bolonia     | Karabin standardowy, 300 m                    | 300STR3X20 | 585   | 7.      |